# Wilson (pel·lícula)
Wilson és una pel·lícula estatunidenca dirigida per Henry King, estrenada el 1944. És la biografia del president estatunidenc Woodrow Wilson.

## Argument
La història comença el 1909, quan Wilson (Alexander Knox) més conegut com el cap de la Universitat Princeton i l'autor de diversos llibres sobre el procés democràtic. Instat a optar per Governador de Nova Jersey per la maquinària política local, Wilson aviat prova que va a la seva, no comprometent-se amb ningú i dedicat a la veritat a qualsevol cost.

## Repartiment
- Alexander Knox: Woodrow Wilson
- Charles Coburn: Professor Henry Holmes
- Geraldine Fitzgerald: Edith Bolling Galt
- Thomas Mitchell: Joseph Tumulty
- Ruth Nelson: Ellen Wilson
- Cedric Hardwicke: Senador Henry Cabot Lodge
- Vincent Price: William Gibbs McAdoo
- William Eythe: George Felton
- Sidney Blackmer: Josephus Daniels
- James Rennie: Jim Beeker
- Marcel Dalio: Georges Clemenceau
- Charles Halton: Coronel House
- Mary Anderson: Eleanor Wilson
- Robert Barrat (no surt als crèdits): Secretari d'Agricultura Edwin Meredith
- Will Wright
- Francis X. Bushman (no surt als crèdits): Barnard Baruch

## Premis i nominacions

### Premis
- 1945: Oscar a la millor direcció artística per Wiard Ihnen, Thomas Little
- 1945: Oscar a la millor fotografia per Leon Shamroy
- 1945: Oscar al millor muntatge per Barbara McLean
- 1945: Oscar a la millor edició de so per Edmund H. Hansen (20th Century-Fox SSD)
- 1945: Oscar al millor guió original per Lamar Trotti
- 1945: Globus d'Or al millor actor dramàtic per Alexander Knox

### Nominacions
- 1945: Oscar al millor actor per Alexander Knox
- 1945: Oscar al millor director per Henry King
- 1945: Oscar als millors efectes visuals per Fred Sersen i Roger Heman Sr.
- 1945: Oscar a la millor banda sonora per Alfred Newman
- 1945: Oscar a la millor pel·lícula

## Producció
La pel·lícula va ser escrita per Lamar Trotti i dirigida per Henry King. La filla de Wilson, Eleanor Wilson McAdoo, va servir com a consellera informal. El periodista Ray Stannard Forner, una autoritat que Wilson va servir com un assessor.

## Rebuda

### Box Office
La pel·lícula va informar perdues de 2 milions de dòlars per la Fox

### Crítica
Encara que la pel·lícula va ser majoritàriament criticada, va guanyar cinc Oscars, i és també recordada per ser un gran fracàs econòmic.
El crític de cinema Manny Farber era particularment inentusiasta, definint la producció com a "costosa, tediosa i impotent" mentre escrivia: "L'efecte de la pel·lícula és similar al produït per les postals comprades en estacions de ferrocarril, que es despleguen com acordions i et mostren els punts d'interès de la ciutat ... Els productors podrien haver mostrat més sobre la Guerra Mundial, la pau a Versalles, i el mateix Wilson, però que el deixen fora de la pel·lícula de la mateixa manera que els tuguris queden fora de la tria de postals ... "